# 93-я гвардейская стрелковая дивизия
93-я гвардейская стрелковая дивизия — формирование (соединение, стрелковая дивизия) РККА (ВС СССР) во время Великой Отечественной войны. Участвовала в Курской битве, в освобождении Левобережной и Правобережной Украины, в Ясско-Кишинёвской, Дебреценской, Будапештской, Братиславско-Брновской и Пражской наступательных операциях.

## История
Сформирована в апреле 1943 на Воронежском фронте на базе 92-й отдельной Краснознамённой и 13-й отдельной гвардейской стрелковых бригад как 93-я гвардейская Краснознамённая стрелковая дивизия.
После войны имела наименования:
- 35-я гвардейская механизированная дивизия (1946);
- 35-я гвардейская мотострелковая дивизия (1957);
- 93-я гвардейская мотострелковая дивизия (1965);
- 93-я отдельная механизированная бригада (2002) — в составе Вооружённых сил Украины.

### Боевой путь
В июле—августе дивизия в составе 69-й армии Воронежского, затем Степного фронтов участвовала в Курской битве. Высокое воинское мастерство и мужество показал её личный состав в Белгородско-Харьковской наступательной операции при освобождении во взаимодействии с другими соединениями армии и фронта городов Белгород (5 августа) и Харьков (23 августа). За отличия в боях при освобождении Харькова дивизия удостоена почётного наименования «Харьковской» (23 августа 1943).
Успешно действовала она при освобождении Левобережной Украины. Пройдя с боями около 200 километров, её части освободили свыше 100 населённых пунктов. В конце сентября была выведена в резерв Ставки ВГК.
В начале декабря включена в 5 гвардейскую армию 2-го Украинского фронта (в его составе действовала до конца войны) и участвовала в наступательной операции на криворожском направлении, в ходе которой во взаимодействии с другими соединениями освободила города Новая Прага (8 декабря) и Новгородка (11 декабря). В Кировоградской наступательной операции 1944 года вела боевые действия в составе 7-й гвардейской армии, а в Уманско-Ботошанской наступательной операции — 27-й армии. Части дивизии весной 1944 форсировали реки Днестр, Прут и вступили на территорию Румынии. За образцовое выполнение заданий командования при форсировании реки Прут дивизия награждена орденом Суворова 2-й степени (24 апреля 1944).
Отважно сражались воины соединения в Ясско-Кишинёвской наступательной операции. За период с 20 по 28 августа они уничтожили и захватили в плен несколько тысяч гитлеровцев. За отличия в боях в районе города Плоешти дивизия награждена орденом Красного Знамени (15 сентября 1944). В сентябре она преодолела Трансильванские Альпы и с 6 октября принимала участие в Дебреценской наступательной операции.
Развивая наступление, дивизия 21 октября пересекла государственную границу Румынии с Венгрией в районе Валео-Луй-Михай и с 29 октября принимала участие в Будапештской наступательной операции. В ночь на 6 ноября форсировала реку Тиса северо-восточнее Тисафюред, овладела плацдармом на её правом берегу и, продолжая наступление, содействовала другим соединениям 27-й и 53-й армий в овладении городами Эгер (30 нояб.) и Мишкольц (3 дек.).
В начале января 1945 дивизия была передана 7-й гвардейской армии и в её составе участвовала в срыве контрудара противника из района юго-восточнее Комарно на Будапешт. Умело действовал её личный состав в Братиславско-Брновской наступательной операции. За образцовое выполнение боевых задач в этой операции дивизия награждена орденом Кутузова 2-й степени (17 мая 1945).
Боевой путь завершила в составе 53-й армии в Пражской наступательной операции.

## Состав
- 278-й гвардейский стрелковый полк;
- 281-й гвардейский стрелковый полк;
- 285-й гвардейский стрелковый полк;
- 198-й гвардейский артиллерийский полк;
- 101-й отдельный гвардейский истребительно-противотанковый дивизион;
- 95-я отдельная гвардейская разведывательная рота;
- 108-й отдельный гвардейский сапёрный батальон;
- 166-й отдельный гвардейский батальон связи (140 отдельная гвардейская рота связи);
- 598(99)-й медико-санитарный батальон;
- 96-я отдельная гвардейская рота химической защиты;
- 749(97)-я автотранспортная рота;
- 673(98)-я полевая хлебопекарня;
- 704(94)-й дивизионный ветеринарный лазарет;
- 2222-я полевая почтовая станция;
- 800-я полевая касса Государственного банка.[1]

- 96-й мотострелковый полк (г. Дебрецен)

48 Т-64, 2 БМП-2, 4 БМП-1, 2 БРМ-1К, 17 2С1, 12 2С12, 2 ПРП-4, 3 Р-145БМ, 2 ПУ-12, 1 МТ-55А;
- 110-й гвардейский мотострелковый полк (г. Кечкемет)

48 Т-64, 44 БМП-2, 43 БМП-1, 2 БРМ-1К, 18 2С1, 12 2С12, 2 ПРП-3, 1 Р-145БМ, 1 ПУ-12, 1 МТ-55А;
- 112-й гвардейский мотострелковый полк (г. Сегед)

49 Т-64, 2 БМП-2, 3 БМП-1, 2 БРМ-1К, 6 БТР-70, 18 2С1, 12 2С12, 2 ПРП-3, 2 Р-145БМ, 2 ПУ-12;
- 87-й танковый Брестский Краснознамённый ордена Суворова полк (г. Цеглед)

63 Т-64, 12 БМП-2, 5 БМП-1, 2 БРМ-1К, 1 БМП-1КШ, 2 БТР-60ПУ, 2 ПРП-3, 2 Р-145БМ, 4 МТ-55А;
- 198-й гвардейский самоходный артиллерийский ордена Кутузова полк[2];
- 1098-й зенитный ракетный полк (г. Надькёрёш): 10 БТР-60ПУ;
- 33 отдельный танковый батальон (Кишкунхалаш) выведен и расформирован в 1989 г.
- 446-й отдельный противотанковый артиллерийский дивизион;
- 16-й отдельный разведывательный батальон (г. Сольнок): 6 Т-64, 9 БМП-1, 7 БРМ-1К, 1 Р-145БМ, 1 Р-156ТР;
- 108-й отдельный инженерно-сапёрный батальон;
- 166-й отдельный батальон связи (г. Кечкемет): 4 Р-145БМ;
- 1119-й отдельный батальон материального обеспечения;
- 73-й отдельный ремонтно-восстановительный батальон;
- 89-й отдельный медицинский батальон.

Всего на декабрь 1990 на территории Венгрии 93-я гв. мсд располагала 214 танками, 139 БМП (60 БМП-2, 64 БМП-1, 15 БРМ-1К), 6 БТР-70, 71 2С1, 36 2С12. Окончательно выведена мае 1991 в Киевский военный округ в пгт Черкасское, пгт Гвардейское. Было перебазировано 44 Т-64, 47 БТР-70, 31 БТР-60, 41 БМП-2, 1 БМП-1, 57 2С3, 3 2С1, 2 Д-30, 3 ПМ-38, 18 Град.

## Подчинение
- Входила в состав войск 69-й, 5-й гвардейской, 7-й гвардейской, 27-й, снова 7-й гвардейской и 53-й А.

## Полное действительное наименование
93-я гвардейская стрелковая Харьковская дважды Краснознамённая, орденов Суворова и Кутузова дивизия.

## Командование
Командиры дивизии
- Тихомиров, Владимир Васильевич (25.04.1943 — 29.01.1944), генерал-майор;
- Вронский, Яков Никифорович (30.01.1944 — 24.04.1944), полковник;
- Золотухин, Николай Григорьевич (25.04.1944 — 20.11.1944), генерал-майор;
- Мароль, Петр Маркович (21.11.1944 — 11.05.1945), полковник;

…
- Корнилов, Александр Дмитриевич (23.10.1945 — 22.02.1946), полковник[4].

Заместители командира дивизии
- полковник Фёдоров, Михаил Владимирович (август 1948 — февраль 1951)

Начальники штаба дивизии
Командиры полков
- 278-й гв. сп:
- Власенко Андрей Герасимович (17.05.1943 — 22.05.1944)
- Потатурин Фёдор Тимофеевич (с 09.09.1943)
- Жиженков Тихон Дмитриевич (30.04.1944 — 30.10.1945)
- 281-й гв. сп:
- Рудик Григорий Афанасьевич (по 17.05.1943)
- Отрешко Фёдор Власович (05.10.1943 — 07.01.1944) ранен
- Кондраков Павел Степанович (10.01.1944 — 20.03.1945)
- Ефремов Иван Георгиевич (12.04.1945 — 27.04.1945)
- Соколов Пётр Николаевич (27.04.1945 — 31.12.1945)
- Перевалов Николай Демидович (с 06.12.1945)

- 285-й гв. сп:
- Миньков Сергей Яковлевич (по 17.05.1943)
- Рудик Григорий Афанасьевич (17.05.1943 — 16.08.1943), погиб 16.08.1943.
- Баринов Василий Георгиевич (09.09.1943 — 19.01.1944), болезнь 19.01.1944
- Андреев Алексей Анатольевич (10.01.1944 — 29.02.1944)
- Комаров Прокопий Егорович (с 29.02.1944)

## Наименования и награды
- апрель 1943 года — Почетное звание  «Гвардейская» — получила в наследство от 13-й гвардейской отдельной стрелковой бригады при формировании дивизии;
- 31 марта 1943 года —  Орден Красного Знамени — орден получен по преемственности от 92-й отдельной стрелковой Краснознамённой бригады при формировании дивизии — за образцовое выполнение боевых заданий командования на фронте борьбы с немецкими захватчиками и проявленные при этом доблесть и мужество;
- 23 августа 1943 года — Почетное наименование «Харьковская» — присвоено приказом Верховного Главнокомандующего от 23 августа 1943 года в ознаменование одержанной победы и за отличие в боях с немецкими захватчиками при освобождении Харькова;
- 24 апреля 1944 года —  Орден Суворова II степени — награждена указом Президиума Верховного Совета СССР от 24 апреля 1944 года за образцовое выполнение боевых заданий командования при прорыве обороны противника и за форсирование реки Прут и проявленные при этом доблесть и мужество;[5]
- 15 сентября 1944 года —  Орден Красного Знамени — награждена указом Верховного Совета СССР от 15 сентября 1944 года за образцовое выполнение заданий командования в боях с немецкими захватчиками, за овладение городом Плоешти и проявленные при этом доблесть и мужество;[6]
- 17 мая 1945 года —  Орден Кутузова II степени — награждена указом Президиума Верховного Совета СССР от 17 мая 1945 года за образцовое выполнение заданий командования в боях с немецкими захватчиками при овладении городами Малацки, Брук, Превидза,Бановце и проявленные при этом доблесть и мужество.[7]

Награды частей дивизии:
- 281-й гвардейский стрелковый Мишкольцский[8] ордена Кутузова[9] полк;
- 285-й гвардейский стрелковый Краснознамённый[10] ордена Суворова[11] полк;
- 198-й гвардейский артиллерийский ордена Кутузова[9] полк.
- 101-й отдельный гвардейский истребительно-противотанковый ордена Богдана Хмельницкого[12] дивизион.

## Отличившиеся воины
За героизм, отвагу и мужество, проявленные личным составом дивизии в годы Великой Отечественной войны, около 10 тысяч её воинов награждены орденами и медалями, а 3 из них присвоено звание Герой Советского Союза.
- Асадов, Герай Лятиф оглы, гвардии сержант, стрелок 281 гвардейского стрелкового полка.
- Богомаз, Алексей Лукич, гвардии старший лейтенант, командир батальона 281-го гвардейского стрелкового полка.
- Горбов, Василий Лаврентьевич, гвардии старший сержант, помощник командира взвода пешей разведки 278 гвардейского стрелкового полка.
- Искра, Пётр Иванович, гвардии сержант, командир расчёта 45-мм пушки 281 гвардейского стрелкового полка.
- Капленко, Василий Петрович, гвардии сержант, наводчик станкового пулемёта 278 гвардейского стрелкового полка.
- Ожмегов, Григорий Фёдорович, гвардии сержант, помощник командира взвода 1-го стрелкового батальона 278-го гвардейского стрелкового полка.
- Первых, Иван Васильевич, гвардии старший сержант, командир отделения роты связи 281 гвардейского стрелкового полка.
- Щипачкин, Александр Иванович, гвардии сержант, стрелок-разведчик 95 отдельной гвардейской разведывательной роты.
- Яровой, Михаил Саввич, гвардии младший сержант, командир расчёта станкового пулемёта 285 гвардейского стрелкового полка.

## Память
- В Харькове есть улица Харьковских дивизий. В честь воинов Советской Армии, освободивших Харьков от фашистских захватчиков, в начале улицы установлена памятная стела в виде пятиконечной звезды (скульптор С. Я. Якубович).[15]